# Carrow Road
Carrow Road este un stadion de fotbal situat în Norwich, Norfolk, Anglia și este locul unde clubul Norwich City FC își dispută meciurile de pe teren propriu. Stadionul este situat spre estul orașului, în apropiere de gara Norwich și râul Wensum.
Clubul a jucat inițial pe Newmarket Road înainte de a se muta în The Nest. Când The Nest a fost considerat inadecvat pentru numărul de spectatori pe care îi atrăgea, Carrow Road, numit astfel după șoseaua pe care este amplasat, a fost construit special de Norwich City în doar 82 de zile și deschis la 31 august 1935.
Stadionul a fost modificat și modernizat de mai multe ori de-a lungul istoriei sale, în special în urma unui incendiu care a distrus vechiul City Stand în 1984. Începând cu 1992 acest stadion este unul unde se stă doar pe scaune. Capacitatea actuală a stadionului este de 27.244 de locuri, cele mai recente lucrări fiind adăugarea a aproximativ 1.000 de locuri în vara anului 2010. Participarea record a stadionului de la momentul în care a devenit un stadion doar cu scaune este de 27.137, stabilit în timpul unui meci din Premier League împotriva echipei Newcastle United meci desfășurat la 2 aprilie 2016.  În zilele în care fanii puteau sta în picioare, Carrow Road a găzduit 43.984 când a Norwich a jucat contra echipei Leicester City într-un meci din Cupa Angliei din 1963.
Carrow Road a găzduit meciuri internaționale pentru echipe sub 21 de ani și o serie de concerte, inclusiv spectacole ale lui Elton John și George Michael. Carrow Road include facilități de catering și un hotel Holiday Inn care oferă camere cu vedere la teren.